# CDC27
Гомолог белка цикла клеточного деления 27 (англ. Cell division cycle protein 27 homolog) — белок, кодируемый у человека геном CDC27.
Белок, кодируемый этим геном демонстрирует сильное сходство с белком Cdc27 Saccharomyces Cerevisiae (рус. пекарские дрожжи), и генным продуктом Schizosaccharomyces pombe nuc 2. Этот белок является составной частью комплекса стимуляции анафазы (APC), который состоит из восьми белковых субъединиц и высоко консервативен в эукариотических клетках. APC катализирует образование циклин-B-убиквитинного конъюгата, который отвечает за убиквитино-опосредованный протеолиз циклинов B-типа. Этот белок и 3 других членов комплекса APC содержат TPR (тетратрикопептидный повтор), домен белка важный для белок-белкового взаимодействия. У этого белка были выявлены взаимодействия с митотическими белками контрольных точек, включая Mad2, p55CDC и BUBR1, и, таким образом, он может быть вовлечен в управление таймингом митоза.

## Взаимодействия
CDC27, как было выявлено взаимодействует с ANAPC1, ANAPC4, ANAPC5, ANAPC11, FZR1, CDC20, CDH1, CDC23, PIN1, CDC16, ANAPC7, MAD2L1 и ANAPC10.